# Puffeur

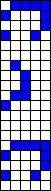
Le deuxième puffeur trouvé. Il émet un grand nombre de débris.

Un puffeur est un objet du jeu de la vie se déplaçant, mais, contrairement au vaisseau, le puffeur laisse un plus ou moins grand nombre de débris (cela varie entre un seul type de débris et un large amas de débris variés)

## Découverte

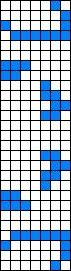
Le premier puffeur découvert

C'est en 1971 que Bill Gosper a découvert le premier puffeur (voir ci-contre). Il se déplace à une vitesse de c/2 et émet une paire de clignotants, une structure stable en deux parties, puis une autre paire de clignotants, mais plus serrés. Cette série se répète à l'infini.
Depuis, une grande quantité de puffeurs ont été trouvés, avec différentes vitesses de déplacements :
- Un puffeur de vitesse c/12 nommé « Switch Engine » (machine tournante) a été découvert en 1971 par Charles Corderman ; il se déplace en diagonale ;
- Un puffeur de vitesse c/3 a été découvert en avril 1996 par David Bell ;
- Un puffeur de vitesse c/5 a été découvert en mai 1997 par Tim Coe ;
- Un puffeur de vitesse c/4 a été découvert en janvier 1999 par Jason Summers ;
- Un puffeur de vitesse 2c/5 a été découvert en février 1999 par Jason Summers[1].

## Puffeurs spéciaux

### Rakes

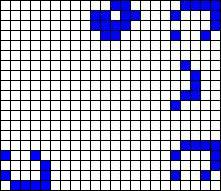
La première rake. Elle tire des planeurs.

Une rake est un puffeur émettant exclusivement des vaisseaux. On peut donc considérer qu'une rake est un canon en mouvement. La rake spatiale (découverte en 1971) est la première rake trouvée. Elle émet des planeurs. Depuis, de nombreuses rakes ont été découvertes, tirant des vaisseaux divers dans de différents angles à une certaine fréquence. Certaines rakes émettent des puffers, ce sont des puffeurs à grossissement quadratique.

### Puffeurs diagonaux
Peu après que le premier puffeur a été découvert, un objet se déplaçant en diagonale qu'on a nommé machine tournante a été découvert. Comme un puffeur, il avance en laissant des débris derrière lui. Ce n'est pas un puffeur car au bout d'un moment un objet rattrape la machine et la détruit. On peut cependant le stabiliser en le transformant en un objet de 10 cellules. Cette figure détient le record de petitesse pour un objet au grossissement illimité.

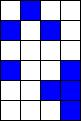
Une machine tournante instable.
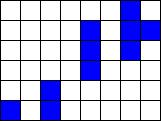
Le plus petit objet exhibant le grossissement illimité. Il émet une machine tournante.
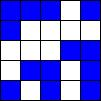
Le grossissement illimité dans un carré de 5 × 5. Émet une machine tournante.
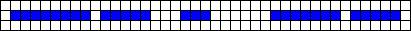
Le grossissement illimité pour une ligne brisée de 1 × 39. Émet deux machines tournantes.

### Puffeurs à grossissement quadratique

Un puffeur à grossissement quadratique, émettant des canons.

Certains puffeurs ne grossissent pas uniformément : plus le temps passe, plus ils grossissent vite. Le premier puffeur de cette catégorie à avoir été découvert est appelé « breeder » (même s'il ne se reproduit pas vraiment).
Le métacatacryst, ensemble de 52 cellules qui exhibent un grossissement quadratique, a été battu en 2006. Son successeur, le « grossissement quadratique à 26 cellules » présente en effet deux fois moins de cellules.
Il existe trois types de breeders :
- Un puffeur émettant des puffeurs ;

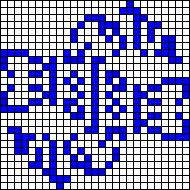
Un spacefiller à la génération 0.

- Un puffeur émettant des canons ;
- Un spacefiller.

#### Spacefillers
Certains des puffeurs à grossissement quadratiques couvrent à c/2 orthogonalement et c/4 diagonalement le jeu de la vie d'un empilement de lignes allumées et éteintes. Ils sont appelés « spacefillers » (« remplisseurs d'espace »). Il existe aussi des demi-spacefillers.